# Wentzwiller
Wentzwiller (deutsch Wenzweiler, elsässisch Wanzwiller) ist eine französische Gemeinde mit 781 Einwohnern (Stand 1. Januar 2022) im Département Haut-Rhin in der Europäischen Gebietskörperschaft Elsass und in der Region Grand Est (bis 2015 Elsass). Sie gehört zum Arrondissement Mulhouse und zum Gemeindeverband Saint-Louis Agglomération.

## Geografie
Die Gemeinde Wentzwiller liegt im Tal des Muehlbaches (auch als Munchenbach bezeichnet) im südöstlichen Sundgau. Obwohl die Basler Innenstadt nur sechs Kilometer entfernt ist, befindet sich Wentzwiller abseits der überregionalen Verkehrsströme in ruhiger Lage. Wentzwiller grenzt an die Nachbargemeinden Attenschwiller, Buschwiller, Hagenthal-le-Bas, Folgensbourg sowie Michelbach-le-Haut.

## Geschichte
Das Dorf wurde erstmals 1144 als Werneswire in einer von Papst Lucius II. gezeichneten Besitzurkunde des Klosters Michelbach genannt. Den Ort gab es aber vermutlich schon Ende des 6. oder zu Beginn des 7. Jahrhunderts. Der Name ist vom lateinischen „villare“ (Dorf) und einem Besitzer namens Wend oder Wendo abgeleitet.
Im Mittelalter war das Dorf Teil der Grafschaft Pfirt, die 1324 an die Habsburger kam. Wenzweiler gehörte als Lehen einer Familie des niederen örtlichen Adels, im 16. Jahrhundert dem Truchseß von Rheinfelden, danach bis zur Französischen Revolution den Herren von Rotberg.
Wie im Sundgau üblich, besaßen viele Klöster (insbesondere aus dem nahen Basel) Grundstücke und Rechte in und um Wenzweiler.
Zu Beginn des 19. Jahrhunderts sind in Wentzwiller zwei Getreidemühlen bezeugt (Ober- und Untermühle), von denen heute nichts mehr erhalten ist. Die Obermühle befand sich in der Rue des Prés 1. Sie stellte ihren Betrieb nach dem Ersten Weltkrieg ein. In der Rue de Buschwiller 14 stand die Untermühle, die 1940 während des Rückzuges der französischen Armee gesprengt wurde.
Zu Beginn des Zweiten Weltkrieges wurden die Bewohner Wentzwillers in das südwestfranzösische Département Landes evakuiert.
1958 entstand das Trinkwasser-Versorgungssystem, das zusammen mit den Nachbargemeinden Buschwiller und Folgensbourg entwickelt wurde. Dabei werden Quellen westlich von Wentzwiller genutzt.

### Bevölkerungsentwicklung
| Jahr      | 1962 | 1968 | 1975 | 1982 | 1990 | 1999 | 2006 | 2013 | 2022 |
| --------- | ---- | ---- | ---- | ---- | ---- | ---- | ---- | ---- | ---- |
| Einwohner | 398  | 417  | 530  | 566  | 529  | 554  | 678  | 684  | 781  |

Im Gründungsjahr 1793 wurde mit 360 Bewohnern die bisher geringste Einwohnerzahl ermittelt. Die Zahlen basieren auf den Daten von cassini.ehess und INSEE.

## Sehenswürdigkeiten
Die Pfarrkirche mit ihrem Fachwerk-Glockenturm ist St. Martin geweiht und in ihrer Form einzigartig in der Region. Sie wurde im Jahr 1765 errichtet (nach Prof. Paul Stintzi 1762). In den 1980er Jahren wurde die Kirche mit Unterstützung der Gemeinde grundlegend saniert.
Kapelle der drei Jungfrauen
Ein Kreuzweg mit 14 Stationen führt heute durch das Lange Holz, dem Wald zwischen Wentzwiller und Folgensbourg, zu den „Aux trois Vierges“ (den drei Jungfrauen) – einem Schrein, der mit einem Satteldach mit einer kleinen Glocke versehen wurde. Der Schrein besteht aus drei Gräbern, einer Statue der Jungfrau Maria und einem Christuskreuz. Der Legende nach lebten die drei Jungfrauen als Eremitinnen im Wald und wurden von einem Unbekannten ermordet. Der Wallfahrtsort wurde in der heutigen Form 1955 errichtet und 1988 renoviert. 1998 entstand ein befestigter Fußweg zur Kapelle.

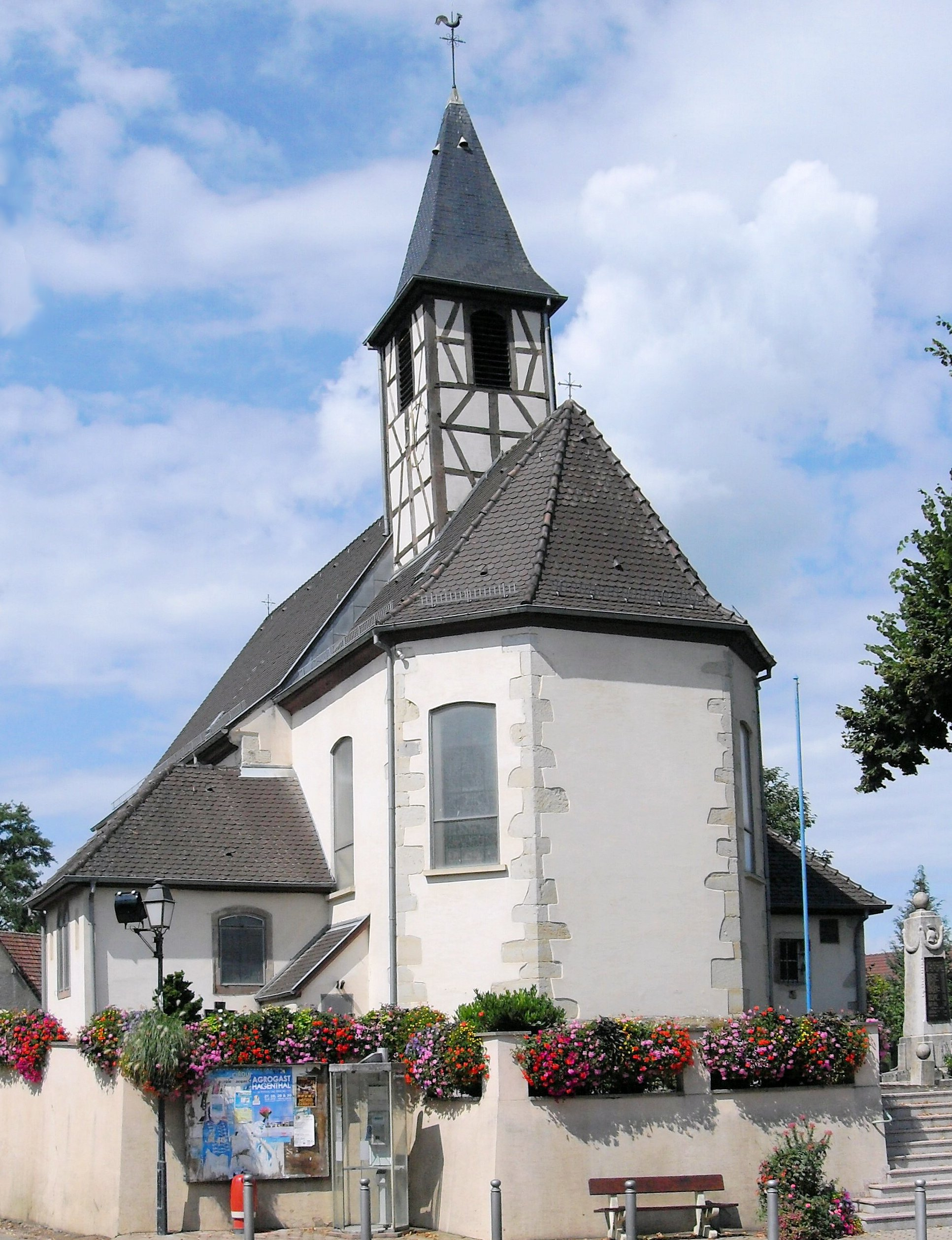
St. Martin, Ostseite
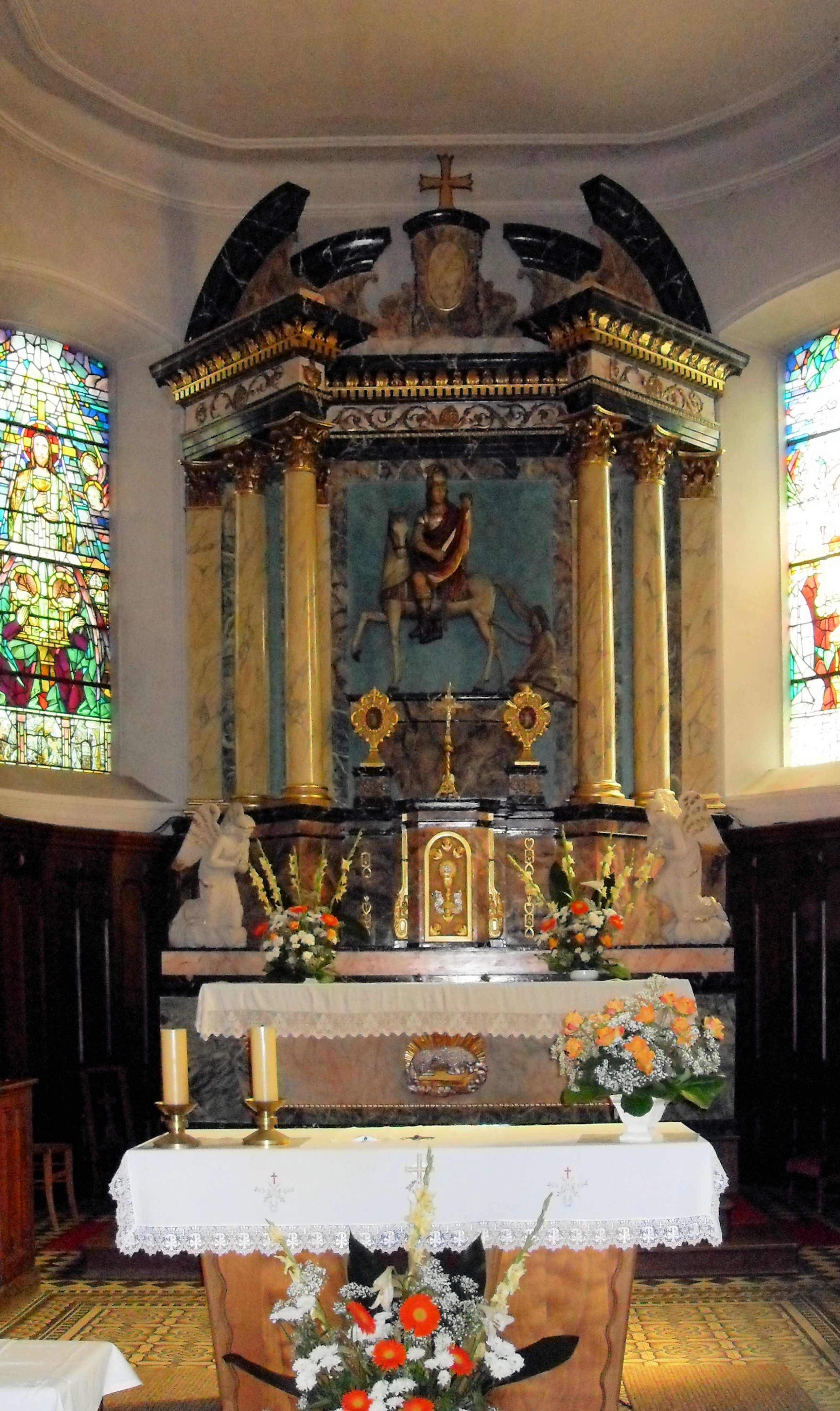
Altar der Kirche St. Martin
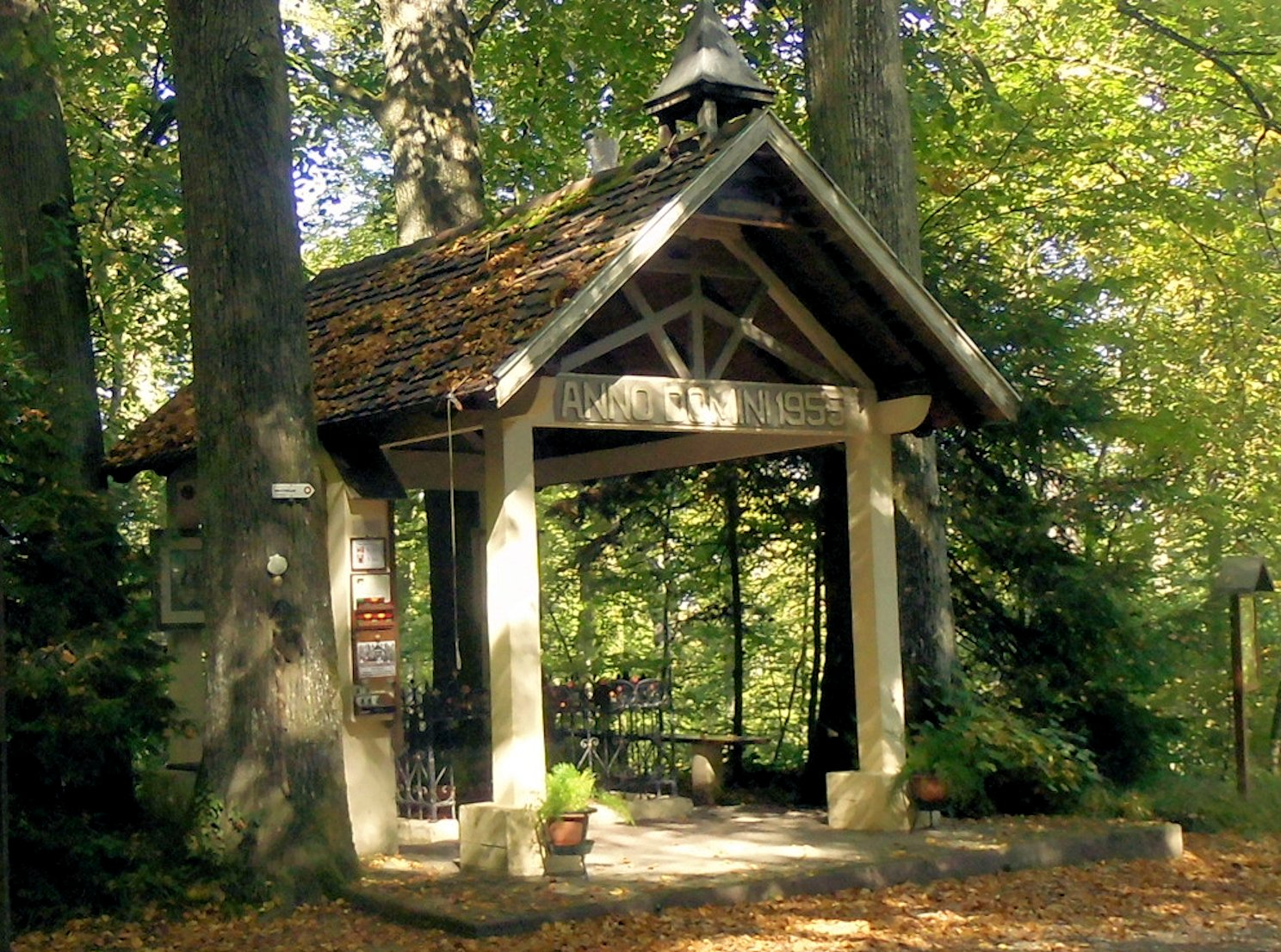
Schrein der drei Jungfrauen

## Regelmäßige Veranstaltungen
Das Dorffest (Heilafascht) findet jeweils am vorletzten Sonntag im August statt.

## Wirtschaft und Infrastruktur
Wie in den meisten Dörfern in der Grenzregion nahm die Zahl der Landwirte drastisch ab. In der Gemeinde sind noch zwölf Landwirtschaftsbetriebe ansässig (Getreide- und Gemüseanbau, Milchwirtschaft, Zucht von Pferden, Schafen und Ziegen). Die meisten Einwohner sind heute Berufspendler. Etwa 60 % von ihnen arbeiten in Basel, ein weiterer Teil in Saint-Louis, Huningue und Hésingue sowie am Flughafen Basel Mulhouse Freiburg.
Von den 478 ha Gemeindefläche fallen 296 ha auf Acker- und Grünland, 90 ha auf Wald, 41 ha auf bebautes Siedlungsgebiet und 44 Hektar auf einen Golfplatz.
Im Dorf selbst gibt es kleinere Handwerksbetriebe (Tischlerei, Kücheneinrichtung, Heizungs- und Sanitärbetrieb, Schornsteinfeger) sowie eine Pension.
Wentzwiller hat einen Kindergarten und ist Grundschulstandort.
Verkehrsanbindung
Wentzwiller ist über Buschwiller und Hésingue bzw. Hégenheim an den Ballungsraum Basel angebunden. Die Fernstraße D 419 von Basel nach Belfort streift den Norden des Gemeindegebietes von Wentzwiller.

## Belege
1. ↑  Geschichte Wentzwillers. In: portedusundgau.fr. Archiviert vom Original (nicht mehr online verfügbar) am 28. Februar 2017; abgerufen am 31. März 2018 (französisch).  Info: Der Archivlink wurde automatisch eingesetzt und noch nicht geprüft. Bitte prüfe Original- und Archivlink gemäß Anleitung und entferne dann diesen Hinweis.
2. ↑  Wentzwiller auf cassini.ehess
3. ↑  Wentzwiller auf INSEE
4. ↑  Kirche Wentzwiller auf patrimoine-de-france.org (Memento vom 3. Dezember 2007 im Internet Archive) (französisch)
5. ↑  Kapelle auf mythische-orte.eu (deutsch)
6. ↑  Landwirtschaftsbetriebe auf annuaire-mairie.fr (französisch)